# الحروب الجرمانية
الحروب الجرمانية هو اسم يطلق على سلسلة الحروب بين الرومان والعديد من القبائل الجرمانية في الفترة ما بين عام 113 قبل الميلاد وحتى عام 596 م. تنوعت طبيعة هذه الحروب على مر الزمن بين الغزو الروماني والانتفاضات الجرمانية وأخيرًا الغزوات الجرمانية في الإمبراطورية الرومانية التي بدأت في أواخر القرن الثاني. وأدت سلسلة الصراعات التي بدأت في القرن الخامس، تحت قيادة إمبراطور الإمبراطورية الرومانية الغربية هونوريوس (Honorius), (إلى جانب الصراع الداخلي) إلى السقوط النهائي الذي أصاب الإمبراطورية الرومانية الغربية.
- حصار أولبيا, 220 قبل الميلاد
- حرب سيمبريان, 113–101 قبل الميلاد
  - معركة نوريا 112 قبل الميلاد[1]
  - معركة آجين 107 قبل الميلاد[2]
  - معركة أراوسيو 105 قبل الميلاد
  - معركة أكواي سيكستياي 102 قبل الميلاد
  - معركة فيرسيلاي 101 قبل الميلاد[3]
- معركة فوسجيس 58 قبل الميلاد
- معركة سابيس 57 قبل الميلاد
- كارثة لوليانا 16 قبل الميلاد
- معركة نهر لوبيا 11 قبل الميلاد
- كارثة فاريانا 9 م
- معركة نهر فيسر 16
- معركة بادوهينا وود 28
- حروب ماركومانيك 166–180
- أزمة القرن الثالث
  - معركة هارزهورن 235
  - معركة فيليبوبوليس 250
  - معركة أبريتوس 251
  - معركة ميديولانوم 259
  - معركة ثيرموبيلاي 267
  - حصار ماينز 268
  - معركة بحيرة بيناكوس 268
  - حصار أغسطودونوم هايدوروم 269
  - معركة نايسوس 269
  - معركة بلاسينتيا 271
  - معركة فانو 271
  - معركة بافيا 271
  - معركة شالون 274
- معركة لينجونيس 298
- معركة فيندونيسا 298
- حصار سينوناي 356
- حصار أوتون 356
- معركة دوروكورتوروم 356
- معركة بروماث 356
- معركة أرجنتوراتوم 357
- معركة سوليسينوم 367
- المؤامرة الكبرى 367-368
- الحرب القوطية (376–382)
  - معركة ويلووز 377
  - معركة أدرنة 378
  - معركة تسالونيكا 380
- معركة أرجينتوفاريا 378
- مذبحة تسالونيكي 390
- معركة فريجيدوس 394
- الحرب القوطية (402-403)
  - معركة بولينتيا 402
  - معركة فيرونا 403
- معركة فاسولاي 405
- معركة موجونتياكوم 406
- عبور نهر الراين 406
- عزل روما 410
- حصار هيبو ريجيوس 430
- معركة ناربون 436
- معركة السهول المنبسطة بكتالونيا 451
- احتلال أكويليا 452
- معركة نيداو 454
- احتلال روما 455
- معركة أيلسفورد 455
- معركة أوربيجو 456
- معركة أريليت 458
- ليلة السكاكين الطويلة 460
- معركة كرتاجينا 461
- معركة ويبديسفلويت 466
- معركة باسياناي 468
- معركة كيب بون 468
- معركة بوليا 469
- معركة ديولس 469
- معركة رافينا 476
- معركة ميركريدسبورن 485
- معركة سويسون 486
- معركة أيزون 489
- معركة فيرونا 489
- معركة تولبياك 496
- معركة مون بادونيكوس ربما في الفترة بين 490-517
- معركة فويلي 507
- معركة فيزيرونسي 524
- معركة نهر ونستروت 531
- معركة أوتون 532
- حرب الفانداليك 533-534
  - معركة أد ديسموم 533
  - معركة تريكاماروم 533
- الحرب القوطية (535–554)
  - حصار روما 537–538
  - معركة فافينتيا 542
  - معركة موسيليوم 542
  - حصار نابولي 543
  - احتلال روما 546
  - حصار روما 549–550
  - معركة سينا غاليكا 551
  - معركة تاجيناي 552
  - معركة مونس لاكتاريوس 553
- معركة فولتورنوس 554
- حصار تيسينوم 569–572
- معركة ديورهام 577
- معركة وودين بورغ 592
- معركة رايث 596

## كتابات أخرى
- Florus on the Germanic wars, translated by E.S. Forster, www.livius.org 2010-10.
- The Germanic Wars, 2nd century, www.unrv.com 2010-10.
- Roman Germanic Wars, 12 BC to 17 AD, www.heritage-history.com 2010-10.
- Timeline of Ancient Europe, www.earth-history.com 2010-10.
- Speidel, Michael, 2004, Ancient Germanic warriors: Warrior styles from Trajan's column to Icelandic sagas. (book)